# Мишоловка
Мишоло́вка — капкан або пристосування для ловлі  мишей та інших дрібних гризунів.

## Конструкція
Традиційна пружинна мишоловка була винайдена Гайремом Максимом (Hiram Maxim), який також винайшов кулемет «Максим». Це простий пристрій з пружинним важелем. У цю мишоловку закладається приманка. Хоча класичною приманкою вважається сир, миші не так люблять його, як горіхи, шоколад, хліб або м'ясо. Також можна використовувати вершкове або арахісове масло. Після того, як миша зачіпає пусковий механізм, важіль вдаряє її і, як правило, вбиває.
Зустрічаються конструкції мишоловок, що являють собою дротяну клітку з дверцятами що закриваються. Миша, як правило, залишається жива і неушкоджена.
Набули поширення пастки з клеєм. У центр поміщається приманка і миша, наблизившись до неї, просто приклеюється до поверхні 

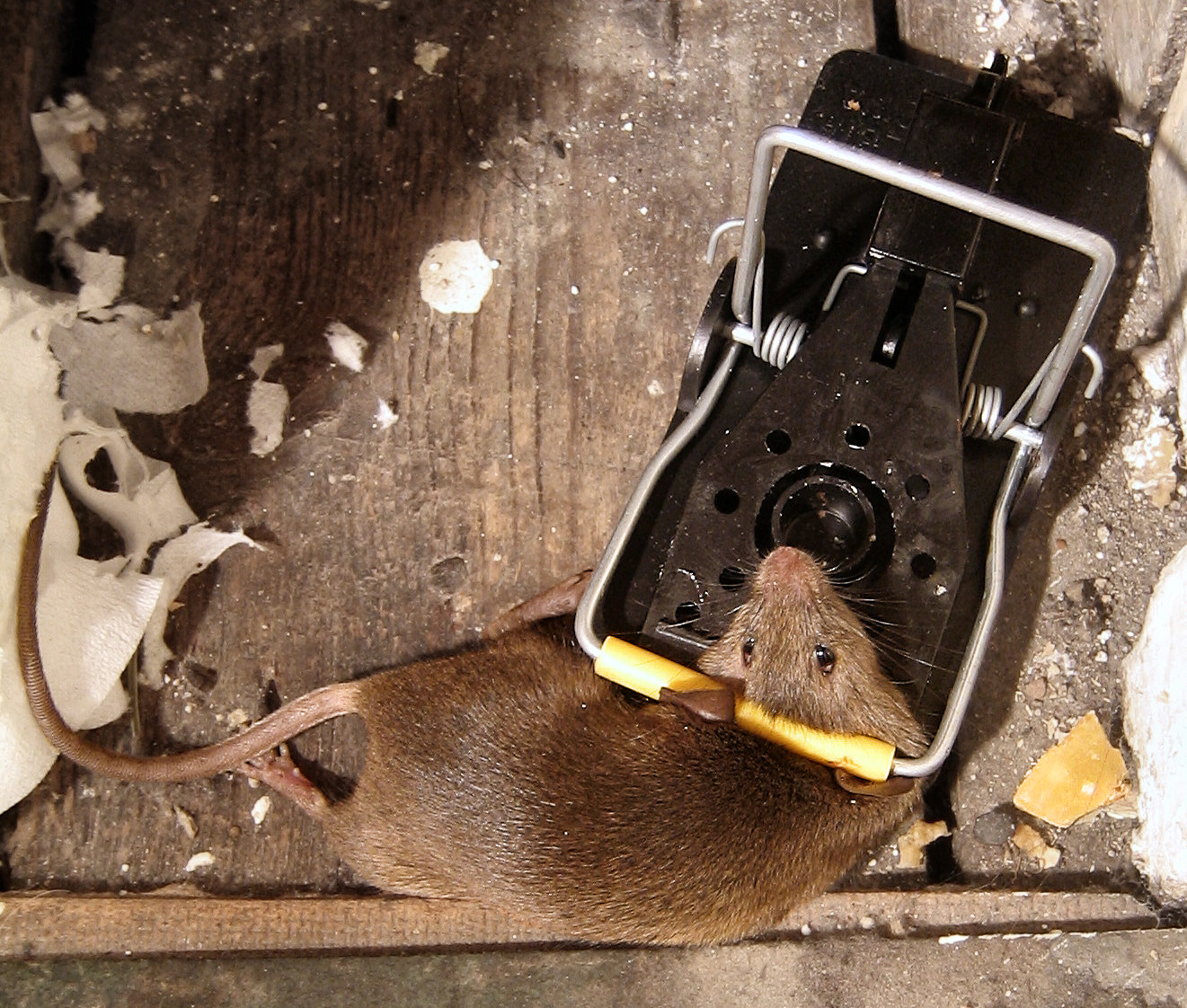
Миша в мишоловці.
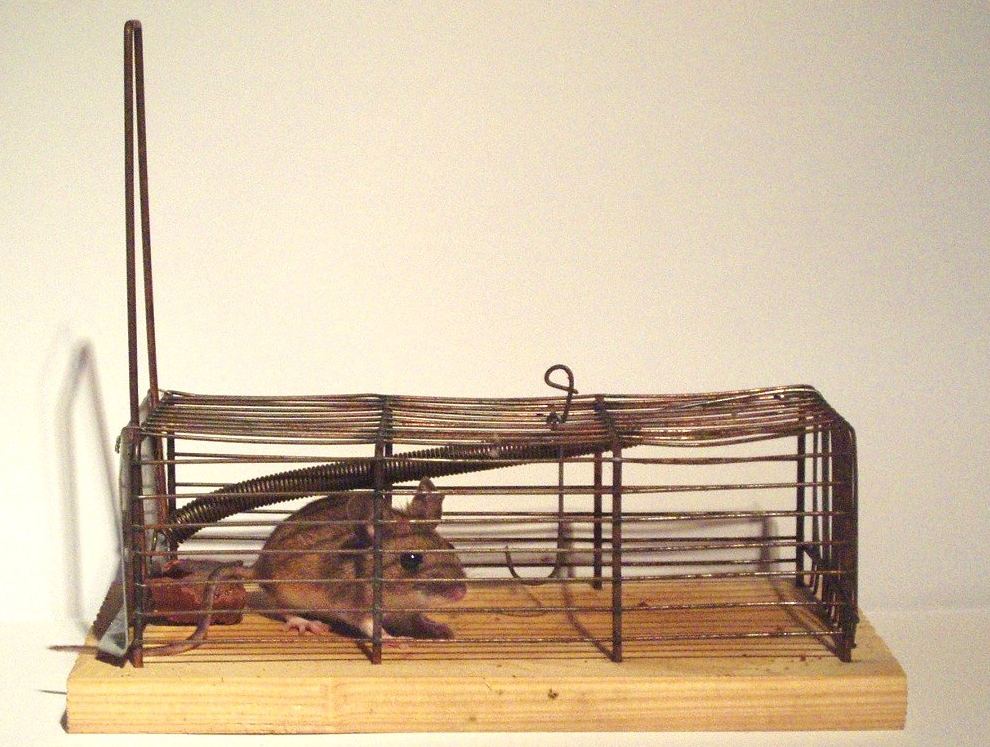
Мишоловка з зловленою мишкою. Використовується шоколад як приманка.
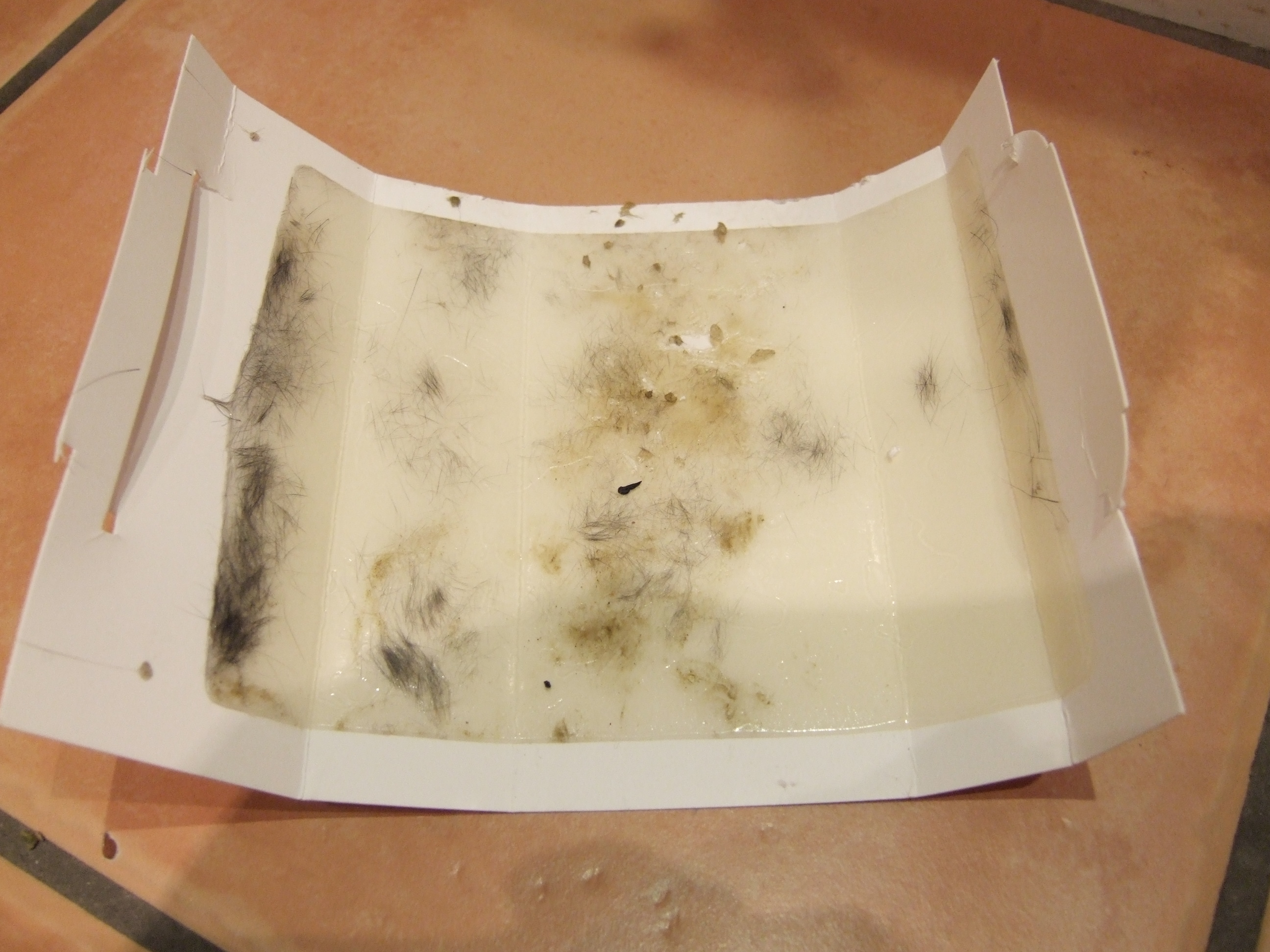
Миша прилипла до цієї мишоловки, але зуміла втекти.
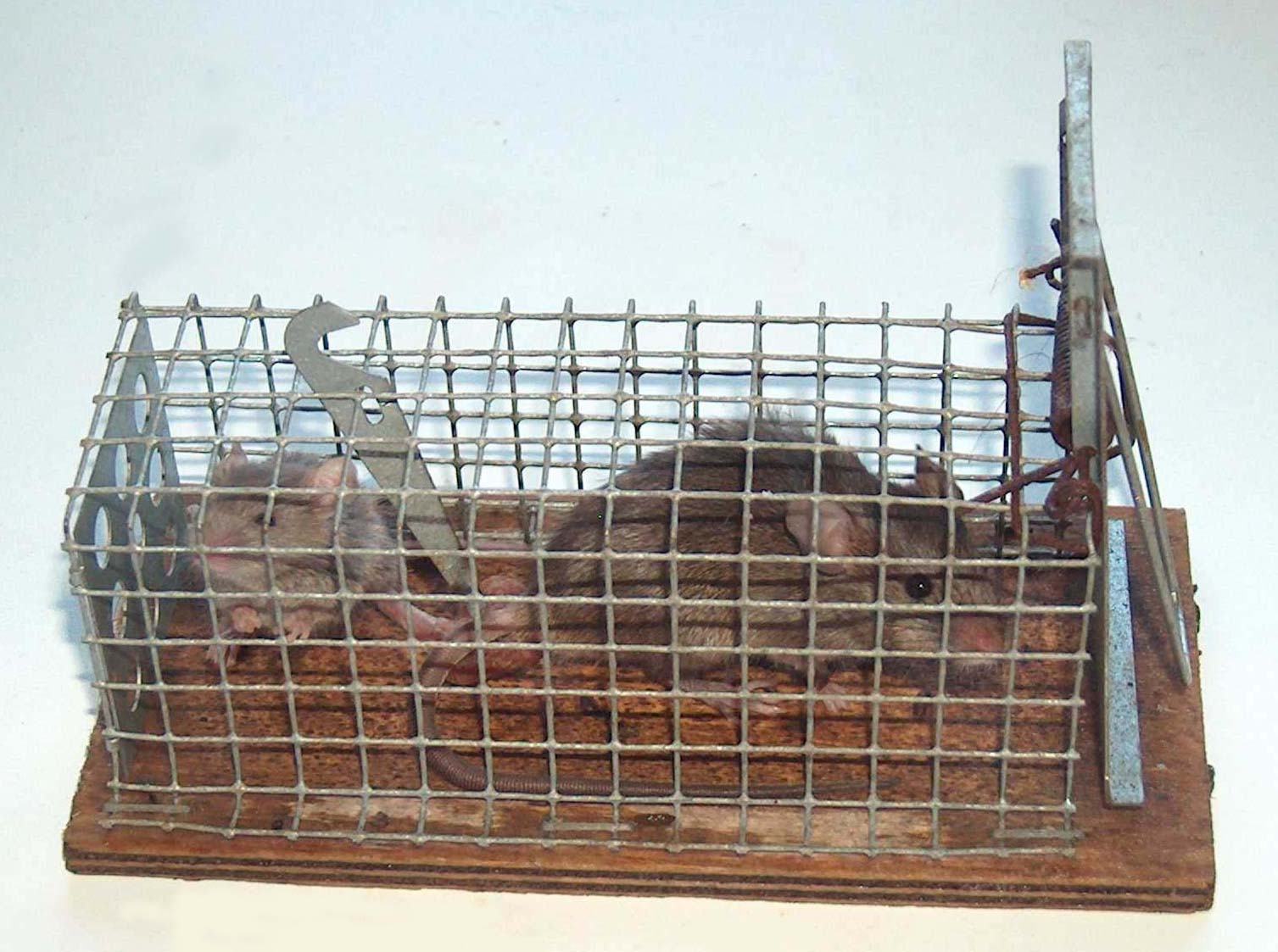
В мишоловці виявилися одразу дві миші.